# 格茨湖
52°24′54″N 12°42′49″E / 52.41500°N 12.71361°E
格茨湖（德語：Götzer See），是德國的湖泊，位於該國西南部，由勃蘭登堡州負責管轄，處於波茨坦-米特爾馬克縣，長0.2公里、寬0.1公里，面積0.02平方公里，海拔高度31米。